# Uiterwaarden Waal
Uiterwaarden Waal is een deelgebied van het Natura 2000-natuurgebied Rijntakken. Het is gelegen in provincie Gelderland en heeft een oppervlakte van 5.499 hectare. Het beslaat voornamelijk uiterwaarden en is ingesloten door winterdijken..

## Geschiedenis
Het gebied is in 2007 uitgebreid met het natuurgebied Kil van Hurwenen. In 2014 werden de Natura 2000-gebieden Uiterwaarden Waal, Gelderse poort,  Uiterwaarden IJssel, en Uiterwaarden Neder-Rijn als deelgebieden samengevoegd in het Natura 2000-gebied Rijntakken.